# Lutjanus bohar
Lutjanus bohar és una espècie de peix de la família dels lutjànids i de l'ordre dels perciformes.

## Morfologia
- Els mascles poden assolir 90 cm de longitud total.[2][3]

## Alimentació
Menja principalment peixos, i, en segon terme, gambes, crancs, amfípodes, crustacis del gènere Stomatopoda, tunicats i gastròpodes.

## Hàbitat
És un peix marí de clima tropical i associat als esculls de corall que viu entre 4-180 m de fondària.

## Distribució geogràfica
Es troba des de l'Àfrica oriental fins a les Illes Marqueses, les Illes de la Línia, les Illes Ryukyu i Austràlia.

## Ús comercial
Es comercialitza fresc o en salaó, i a Hong Kong és una espècie habitual en els mercats de peix viu.